# Hipernatremia
La hipernatremia  es un trastorno hidroelectrolítico que consiste en un elevado nivel del ion sodio en la sangre (lo contrario de la hiponatremia, que significa bajo nivel de sodio), y su definición estricta es de una "condición hiperosmolar causada por una pérdida masiva del agua total del cuerpo". Se considera que un sujeto tiene hipernatremia cuando la concentración de sodio en el plasma sobrepasa los valores de 145 mmol/L.
Es una palabra tripartita derivada del griego y del latín moderno: 1) ὑπέρ: sobre, arriba de, más que; 2) αἷμα (pronunciado ema, precedida por la letra h porque la sílaba αἰ tiene espíritu áspero, con pronunciación aspirada), que significa sangre; 3) natrium: sodio en latín moderno y la desinencia ia, que denota condición.
La causa más común de la hipernatremia no es un exceso de sodio, sino un relacionado déficit de agua libre en el cuerpo. Por esta razón, a menudo es sinónimo del menos preciso término deshidratación.
El agua se pierde en el cuerpo por varias causas: sudor –incluye transpiración–, pérdidas insensibles por respiración, o en las heces y en la orina. Si la cantidad de agua ingerida constantemente es menor que la de agua perdida, el nivel de sodio del suero sanguíneo comienza a elevarse y conduce a la hipernatremia. Raramente este trastorno puede resultar por ingestión masiva de sal, tal como puede ocurrir al beber agua de mar.
Por lo general, incluso un pequeño incremento en la concentración de sodio del plasma causa una fuerte sensación de sed. Un aumento en toma de agua corrige la anormalidad. Por lo tanto, la hipernatremia ocurre con frecuencia en infantes con estado mental deteriorado, o en ancianos cuya fisiología relativa a la sed puede estar intacta pero que están impedidos de obtener o de pedir agua.
Es una condición relativamente común, pero con una importante morbimortalidad, en especial en los sujetos adultos mayores.

## Fisiopatología
La condición hipernatrémica es resultado de una pérdida neta de agua o ganancia del ion sodio. En términos generales, refleja que existe en el organismo poca agua en relación con los niveles totales de sodio y potasio.
La concentración de sodio en plasma es una función del total del sodio y potasio cambiable en el cuerpo con el total de agua. La fórmula se expresa tal como:
| Na+= Na+ total + K+ total / agua corporal total |
| ----------------------------------------------- |

Debido a que el sodio es el principal componente y soluto catión del líquido extracelular (LEC) es que se define la hipernatremia como una condición de hiperosmolalidad. Por ello, esta condición suele darse como resultado de una pérdida de agua libre o una ganancia de sodio, o bien puede ocurrir como una combinación de ambos.
- Osmolidad normal del plasma: Se encuentre entre 275 y 290 mOsm/kg, y su principal determinante es la concentración de sales de sodio.

Los cambios en la concentración plasmática de sodio son mediados por mecanismos de consumo y excreción de agua. Los mecanismos son los descritos adelante:
1. Concentración sódica en la orina;
2. Sed[5]

En un individuo sano, la sed y la liberación de la hormona vasopresina son estimulados por un aumento en la osmolalidad hasta más allá de un umbral de aproximadamente 280 - 290 mOsml/L. Si se aumenta la osmolalidad del LEC, el agua tiende a salir de las células. Esto tiende a deshidratar las neuronas del cerebro que funcionan como osmorreceptoras, o bien receptores de tonicidad. Cuando activadas, envían señales a otras regiones del cerebro para dar inicio a la sed y a la liberación de la vasopresina, lo que resultara en mayor ingestión de agua y aumento de la concentración urinaria, con el fin de rápidamente corregir el estado hipernatremico.

## Etiología

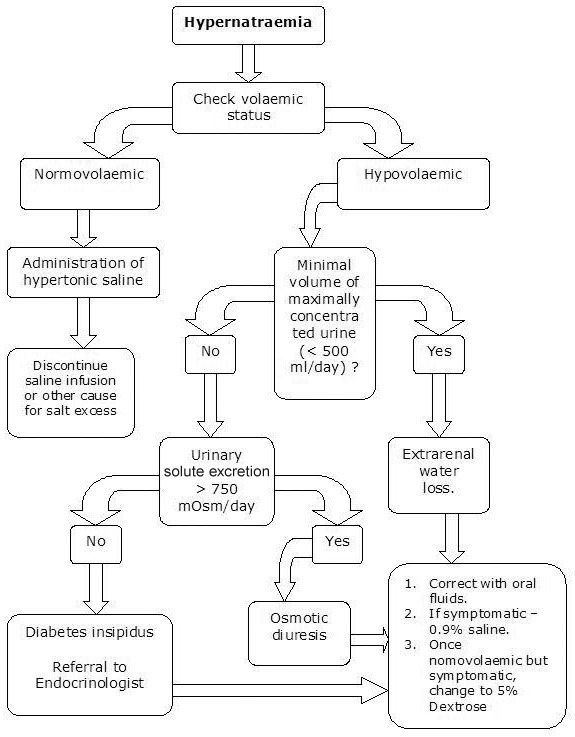
Tratamiento de la hipernatremia.

Las causas comunes de la hipernatremia incluyen:
- Insuficiente toma de agua

Ocurre típicamente en ancianos o en pacientes lisiados que no son capaces de tomar agua como les demanda su sed. Es la causa más común de esta anormalidad.
- Inadecuada excreción de agua

Ocurre a menudo en los pacientes que pierden líquido hipotético, con un déficit en el agua libre y electrolitos. Esto costuma a llevar a un volumen extracelular disminuido. En estos sujetos, la hipovolemia suele ser más peligrosa que la hipertonicidad. Por ejemplo, en el caso de un shock hemorrágico donde existe pérdida de fluidos corporales, el primer manejo suele ser la resucitacion de líquidos.
La pérdida de fluido hipotónico desde el sistema renal resulta de cualquier condición que interfiera en la capacidad que guardan los riñones de concentrar orina o de promover la diuresis osmótica. Algunas condiciones que pueden favorecer este cuadro son el abuso de diuréticos, hiperglicemia, administración de manitol, administración de urea, diuresis postobstructiva y necrosis tubular aguda de la sección diurética.
Algunos factores que no se relacionan con el sistema renal también pueden incluir los siguientes: perturbaciones del sistema gastrointestinal, como vómitos, diarrea, succión nasogástrica, drenajes de fluido gastrointestinal y fístulas digestivas. Por otro lado, el sudor y las quemaduras graves también promueven pérdida del agua corporal. 
- Bebida de líquidos hipertónicos (de contenido más alto de solutos que el resto del cuerpo). Esto es relativamente infrecuente. Puede ocurrir después de una resucitación vigorosa, cuando un paciente recibe un gran volumen de una solución concentrada de bicarbonato de sodio.
- Exceso de mineral-corticoideo debido a un estado de enfermedad como el síndrome de Cushing o de Conn.

## Síntomas
Las manifestaciones clínicas de la hipernatremia pueden ser sutiles: letargo, debilidad, irritabilidad y edema. Con elevaciones más graves del nivel de sodio pueden ocurrir convulsiones y el coma.
Generalmente los síntomas graves se deben a elevación aguda del contenido de sodio del plasma: superior a 158 meq/L (miliequivalentes por litro). Lo normal es típicamente alrededor de 135 a 145 meq/L.
Valores superiores a 180 meq/L están relacionados con una alta tasa de mortalidad, particularmente en adultos. En parte la causa puede ser que raramente estos altos niveles de sodio ocurren sin condiciones médicas coexistentes graves.

## Tratamiento
Algunos pilares del tratamiento y manejo de la hipernatremia son cruciales para lograr devolver el organismo al estado isotónico. Es necesario reconocer los síntomas, identificar las causas del evento, corregir los disturbios de volumen dentro de los compartimientos y por último pero no menos importante, corrección de la hipertonicidad.
Sea de manera oral o parenteral se requiere un extremo cuidado en la corrección del cuadro, y la tasa de corrección dependerá de la severidad de los síntomas y de la agudeza en que se desarrolló el estado hipernatremico. 
- Hipernatremia sintomática aguda

Se define como hipernatremia que ocurrió en un periodo de menos de 24 horas, por lo que debe ser corregido rápidamente.
Se recomienda:
1. Establecer el inicio del cuadro (agudo o crónico);
2. En el caso de que sea agudo, iniciar corrección del sodio en plasma a 2-3 mEq/L/h, por 2 a 3 horas aproximadamente. Se recomienda máximo de 12 mEq/L/día como total.
3. Medida sérica en orina de los electrolitos con frecuencia;
4. Evaluaciones neurológicas, con disminución de la tasa de corrección a la medida que los síntomas van presentando mejora.

- Hipernatremia crónica

Debido a que en la hipernatremia crónica (> 48 horas de persistencia del cuadro) está establecido que la corrección debe ser más lenta, debido al mayor riesgo de edema cerebral durante el tratamiento, puesto que el encéfalo se ajustará a la hipernatremia aumentando su contenido intracelular de moléculas osmóticamente activas. Si la tonicidad extracelular es súbitamente disminuida, la célula entrará nuevamente hacia el interior de las neuronas y producirá edema cerebral, lo que puede causar un sinfín de complicaciones permanentes como déficits neurológicos, mielinolisis y herniación.
En la ausencia de síntomas o con síntomas leves, la hipernatremia crónica debe ser corregida a una tasa mucho más lenta (0.5 mEq/L/h, con un total máximo de 8/10 mEq/día.
Se ha propuesto que los factores clave para desarrollo de edema cerebral en la recuperación de la deshidratación hipernatrémica fueron:
- Tasa de rehidratación muy rápido;
- Bolo inicial de fluidos para expandir más rápidamente el volumen del plasma;
- Severidad de la hipernatremia;

Una rehidratación lenta y uniforme es considerada la mejor y más eficiente manera de tratar la hipernatremia, al mismo tiempo que se evita provocar una de las complicaciones iatrogénicas más comunes que es el edema cerebral.